# Савињи ле Темпл
Савињи ле Темпл (фр. Savigny-le-Temple) град је у Француској, у департману Сена и Марна.
По подацима из 1999. године број становника у месту је био 22.339.

## Демографија
| 1962. | 1968. | 1975. | 1982.  | 1990.  | 1999.  | 2011.  |
| ----- | ----- | ----- | ------ | ------ | ------ | ------ |
| 759   | 828   | 2.881 | 11.835 | 18.520 | 22.339 | 29.074 |

## Партнерски градови
- Tyresö Municipality, Boutilimit, Комарник, Iznalloz